# Glos
Glos – miejscowość i gmina we Francji, w regionie Normandia, w departamencie Calvados.
Według danych na rok 1990 gminę zamieszkiwało 857 osób, a gęstość zaludnienia wynosiła 66 osób/km² (wśród 1815 gmin Dolnej Normandii Glos plasuje się na 265. miejscu pod względem liczby ludności, natomiast pod względem powierzchni na miejscu 324.).